# باثيندا
بطندا أو باثيندا (تعرف أيضا بتبرهند أي البوابة إلى الهند) وهي المدينة المحلية للجزء الجنوبي من بنجاب الهند وتعد واحدة من أقدم المدن في بنجاب الهند ومقر القيادة الإدارة الرئيسي لمقاطعة باثيندا.
تقع في شمال غرب الهند في منطقة ملوى، وتبعد حوالي 227 كيلومترا غرب العاصمة شانديغار ، وهي خامس أكبر مدن البنجاب,
تلقب مدينة باثيندا بمدينة البحيرات لاحتوائها على الكثير من البحيرات الصناعية.
رضية سلطانة وهي أول امبراطورة للهند سجنت في حصن كيلا مبارك في باثيندا، أما معبد جيردورا ومزار هاجي راتان فيعدان من أهم المراكز السياحية في باثيندا المرتبطة بالأساطير الشعبية عند السيخ.
وتعد جامعة بنجاب المركزية في باثيندا وجهة لطلبة العلوم الطبية في الهند، كما تحوي اثنين من أحدث المراكز المولدة للطاقة الحرارية وهما: محطة توليد غورو ناباك ديف ومحطة هارغوبيند وتحوي على محطة كبيرة لصناعة السماد وتصفية النفط، بالإضافة إلى مركزين لصناعة الإسمنت وهما: مركز أمبوجا وشركة التقنية العالية للإسمنت المحدودة.
وتحوي أيضا على حديقة حيوانات وحصن كيلا مبارك الأثري.
تعتبر باثيندا واحدة من أكبر أسواق الحبوب والقطن في شمال الهند، كما أن المنطقة المحيطة بالباثيندا من أكثر المناطق خصوبة، وهي من أكبر المدن التعليمية في البنجاب.

## التاريخ
تم تغيير اسم المدينة من باتيندا إلى باثيندا للتأكيد على الطابع المحلي اللفظي في المدينة، وبحسب هنري جورج رافيتري: كانت المدينة تعرف باسم تبرهند وتمت الإشارة إلى هذا الاسم لأول مرة في كتاب جامع الحكايات حوالي عام 607 هجرية /1211بعد الميلاد..
في عام 1004 حاصر محمد الغزنوي حصن المدينة الموجود على الطريق الشمالي الغربي المؤدي إلى سهول نهر الغانج الغنية.
في عام 1189 هاجم محمد الغوري حصن باثيندا واحتله، فقام حاكم المنطقة آنذاك بريثيفي راج شوهان بمحاولة استعادة الحصن بعد ثلاثة عشر شهراً عام 1191 في المعركة الأولى التي عرفت باسم معركة تارين.
في عام 1643 حدثت معركة لاهيرا بين غورو هارغوبيند والمغول.
حوالي العام 1754 تم احتلال المدينة من قبل المهراجا ألاسينغ وهو مهراجا باتيالا، ومنذ ذلك الحين أصبحت المنطقة تابعة لإمارة باتيالا تاريخياً، ولكن بعد اتحاد واستقلال منطقتي باتيالا وغرب البنجاب أصبحت باثيندا مقاطعة محلية رئيسية مهمة.

## السكان
بحسب تقارير الإحصاء السكاني في الهند وصل عدد سكان باثيندا عام 2011 إلى 282.813 نسمة منهم 151,782 ذكرا و134.031 أنثى.
ويصل عدد الناس المثقفين في مدينة باثيندا إلى 211.318 منهم 118.888 ذكرا و92.430 أنثى.
كما يبلغ عدد الأطفال الذين تقل أعمارهم عن 6 سنوات 30.713 طفلا، منهم 16.472 ولداً و14.241 بنتاً أي ما نسبته 865 بنتا لكل 1000 ولد.
تعتبر الهندوسية الديانة الرئيسية لمنطقة باثيندا بنسبة 62.61% أما السيخية فتأتي في المرتبة الثانية بنسبة 35.04%.
وتوجد أقليات من المسلمين والمسيحيين والبوذيين والجانيين.

## الجغرافية والمناخ
تقع باثيندا في الجزء الشمالي الغربي من الهند وهي جزء من سهل الغانج الهندي، أما احداثيات المنطقة الجغرافية للباثيندا فهي 30.20 درجة شمالا 73.95درجة شرقا وترتفع حوالي 201 مترا أي ما يقارب 660 قدما. 
يعتبر مناخ باثيندا نصف جاف مع تفاوت كبير في درجات الحرارة بين الصيف والشتاء، ويبلغ معدل هطول الأمطار سنويا 20 إلى 40 ملمترا.
مؤخرا وصلت درجة الحرارة صيفا إلى 49 درجة مئوية وفي الشتاء إلى 1 درجة مئوية والتي لم تكن معروفة سابقا وكان أقلها في شتاء 2013 حيث وصلت درجة إلى 1.4 درجة تحت الصفر.

## الاقتصاد
تحوي باثيندا على محطة صناعة السماد الوطنية بالإضافة إلى مركزين لصناعة الاسمنت وهما
شركة أمبوجا وشركة التقنية العالية للإسمنت المحدودة، ومحطتين لتوليد الطاقة وهما محطة غورو ناباك ديف ومحطة هارغوبيند.
إضافة إلى الصناعات البتروكيماوية، صناعة الغزل والنسيج، مطاحن السكر وخطوط الفواكه الحمضية.
وتستخدم محطة غوبيند سينغ لتصفية النقط تقنية تربط بين استشراب السائل رفيع الإنجاز (HPLC) وطاقة ميتال.

## ضواحي باثيندا
- بوتشو ماندي 10 كم
- غونيانا 10 كم
- مور ماندي 35 كم
- رامبورا فول 28كم
- تالواندي سابو 28كم
- رامان 34كم
- سانغات الهند 20كم

## البيئة
ازدادت الإصابة بالعديد من أنواع السرطان في باثيندا مؤخراً، وذلك بسبب تلوث المصانع واستخدام المبيدات الحشرية والمواد السامة الأخرى في الزراعة.
ففي دراسة عام 2007 وجد أن المياه السطحية في باثيندا ملوثة بالزئبق والكادميوم، الكروميوم، السيلينيوم والرصاص بسبب المصانع المحيطة بالمدينة.
وبسبب الممارسات غير العلمية في الزراعة التي ظهرت بعد الثورة الخضراء ازدادت الإصابة بالكثير من الأمراض غير السرطان كالإجهاض والعقم والتشوهات الخلقية والإسهال والقيء وفقرالدم والتسمم بالفلور والأمراض الجلدية والدمامل.
فلجأ المتزوجون حديثاّ إلى الهجرة لحماية أطفالهم من الآثار الجانبية، لذلك قامت الحكومة بحظر استخدام مياه المدينة للشرب.

## النقل
تعد محطة باثيندا للقطارات أحد أهم طرق الوصل بين مناطق الهند المختلفة

## التعليم

### التعليم المدرسي
تحوي المدينة الكثير من المدارس المرموقة ومنها المدرسة الثانوية للأولاد والتي تعد من أقدم المراكز التعليمية في المدينة، بالإضافة إلى العديد من المدارس الإنجليزية المتوسطة التي أنشئت خلال الثلاثين سنة السابقة، كما توجد كلية داف والتي تفدم برامج تعليمية مختلفة لمختلف الخريجين، ويوجد العديد من مراكز التدريب الطبية.

### جامعة بنجاب المركزية
تم إنشاء جامعة بنجاب المركزية في باثيندا عام 2009 وتلقت الموافقة من قبل رئيس الهند في 20 مارس 2009 وبذلك امتدت أهميتها إقليميا لتشمل منطقة البنجاب كاملة.

### جامعة المهراجا رنجيت سينغ التقنية في البنجاب
تم انشاؤها في عام 2015 لتشمل 11 مقاطعة مختلفة منها مقاطعة باثيندا

### مركز التسوق والترفيه
- مركز تسوق المدينة: يعد أول مركز تسوق في الدينة وتم إنشاؤه على الطراز الهندي من قبل المهندس المعماري موهيت غوجرال، ويمتد على مساحة 1.00.000 قدما مربعا.
- مركز تسوق ميتال: ويمتد على مساحة تزيد على 300 ألف قداما مربعا، وهو مكون من 8 طوابق.
- مركز تسوق بينيسولا: مكون من5 طوابق مع إطلالة على البحيرات